# Studio MAX Live
Studio MAX Live was een dagelijks praatprogramma van Omroep MAX.
Studio MAX werd elke werkdag rechtstreeks uitgezonden rond het middaguur, onderbroken door het journaal. Het programma liep van 10 september 2012 tot en met 1 mei 2014 en werd aanvankelijk gepresenteerd door Frank du Mosch en Myrna Goossen. Goossen werd vanaf januari 2013 vervangen door Cilly Dartell.